# 愛知県立小牧工科高等学校
愛知県立小牧工科高等学校（あいちけんりつ こまきこうかこうとうがっこう）は、愛知県小牧市にある県立の工科高等学校である。愛知県で唯一、航空産業科を設置している。

## 設置学科

### 全日制課程
機械・電気系
1年次は以下の４学科共通のカリキュラム。1年次の終盤に学科を選択する。
- 機械科
  - 機械設計や機械製図などの座学や、実習では旋盤やフライス盤、手仕上げ作業、シーケンス制御などを学習する。
- 航空産業科
  - 機械科の学習に加え、航空機に関する設計や生産、整備などについても学習する。
- 自動車科
  - 座学、実習ともに自動車整備士3級（ガソリン、ジーゼル、シャシ）習得の為の勉強、技術習得にあたる。養成施設として認められている為、自動車科がある名市工、豊田工、刈谷工と同様に実技試験免除(2年以内に試験に受からなければ実技試験が必要となる)。
- 電気科
  - 電気回路や送配電に関する技術について学習する。2年次に、電気工事士の資格を取得する。

環境・デザイン系
1年次は以下の２学科共通のカリキュラム。１年次の終盤に学科を選択する。
- 環境科学科
  - 環境にやさしい製品の品質管理や分析技術、工業簿記、SDGsなどを学習する。女子を含め就職に有利。
- 情報デザイン科
  - コンピュータを活用した制御技術、Webデザイン、メディアデザインなどを学習する。情報系専門学校への進学に有利。
- 生活コース（環境科学科・情報デザイン科）
  - 全学年を通して生活関連科目を修復するとともに、ものづくり女子や男女共同参画担当者から直接指導を受けることができる。

## 沿革
- 1969年（昭和44年） - 小牧工業高等学校として開校。
- 2018年（平成30年）11月8日 - 小牧市民会館にて創立50周年式典を挙行。
  - 大村秀章愛知県知事の祝辞、植松電機代表取締役植松努氏による講演を開催。
- 2019年（平成31年）4月 - 機械科2クラスのうちの1クラスを改組して航空産業科を新設。
- 2021年（令和3年）4月 - 小牧工科高等学校に校名変更し、全日制課程で以下の改編を実施 [1]。
  - 環境科学科を新設し、生活コースを設置
  - 情報技術科を情報デザイン科に改称
  - 化学工業科を募集停止
  - 機械・電気系および環境デザイン系で括り募集
  - 制服・体操服・作業着をフルモデルチェンジ
- 2022年（令和4年）4月 - 生活コースを設置する学科を情報デザイン科にも拡大。

## 部活動
2021年4月現在24の部活動が存在する。

### 運動系
- 野球部
- 卓球部
- 柔道部
- 剣道部
- 陸上部
- 水泳部
- テニス部
- バレーボール部
- サッカー部
- バスケットボール部
- ハンドボール部
- バドミントン部
- アウトドア部

### 文化系
- 囲碁将棋部
- 理科部
- 植物部
- 美術部
- カメラ部
- 吹奏楽部

### 生産系
- コンピュータ制御部
- 機械工作部
- 自動車部
- 電子工作部

## 周辺
- 県営岩崎住宅
- 岩崎山 (愛知県)
- 青塚古墳史跡公園
- 田縣神社
- 小牧市立一色小学校

## 交通機関
- 名鉄小牧線 田県神社前駅下車、自転車で５分、徒歩で約20分。
- こまき巡回バス「こまくる」田県・岩崎原コース 小牧工科高校南バス停下車後すぐ。

## 出身者
- 井戸田潤（お笑い芸人、スピードワゴン）
- 三好祐樹（競艇選手）　平手晃平とはクラスメイト
- 宮本忠博（ローカルタレント）
- 平手晃平（中退、レーシングドライバー）　三好祐樹とはクラスメイト
- 林大介（宗教家、生長の家講師）　澤木良太とは学科再編前の旧機械・自動車科としてのクラスメイトで後に機械科に進む
- 江口昌史（丹羽郡大口町議会議員）
- 小沢国大 (国民民主党所属小牧市議会議員)　国民民主党前参議院議員だった大塚耕平が会長を務めている愛知県バレーボール協会役員の大下孝(元本校体育教諭、愛西工科高校定年退職)から体育の授業で柔道などを習う
- 澤木良太(ギタリスト)　坪井優とは自動車科としてのクラスメイト
- 坪井優(ジムトレーナー)　澤木良太とは自動車科としてのクラスメイト